# Young African FC
Der Young African FC ist ein Fußballverein aus Gobabis in Namibia. Er wurde 2013 vom ehemaligen namibischen Nationalspieler Maleagi Ngarizemo gegründet.
Es gelang dem Verein binnen drei Jahren in die Namibia First Division und dann in die Namibia Premier League aufzusteigen. Von dieser wurden sie in ihrer ersten Saison 2018/19 im laufenden Spielbetrieb ausgeschlossen. In der Saison 2024/25 erzielte der Verein als Vizemeister sein bestes Ligaergebnis.

## Erfolge
- 2017: Pokalsieger (NFA-Cup)